# Семенівська сільська рада (Мелітопольський район)
| Семенівська сільська рада — колишній орган місцевого самоврядування у Мелітопольському районі Запорізької області з адміністративним центром у с. Семенівка. Історична дата утворення: в 1921 році. Водоймища на території, підпорядкованій даній раді: р. Молочна. Сільській раді підпорядковані населені пункти: - с. Семенівка - с. Обільне - с. Рівне - с. Тамбовка |

## Склад ради
Рада складається з 20 депутатів та голови.

### Керівний склад ради
| ПІБ                         | Основні відомості                                            | Дата обрання | Дата звільнення |
| --------------------------- | ------------------------------------------------------------ | ------------ | --------------- |
| Лепкін Микола Олександрович | Сільський голова, 1948 року народження, освіта, безпартійний | 26.03.2006   | 31.10.2010      |

Примітка: таблиця складена за даними джерела